# Rob Hisey
Rob Hisey (* 24. September 1984 in Oakville, Ontario) ist ein ehemaliger kanadischer Eishockeyspieler, der zuletzt bei den Grizzlys Wolfsburg in der Deutschen Eishockey Liga spielte.

## Karriere
In der Saison 2001/02 begann er seine sportliche Laufbahn bei den Sault Ste. Marie Greyhounds in der kanadischen Juniorenliga Ontario Hockey League. Für die Play-offs der Saison 2004/05 wurde er von den Reading Royals in deren ECHL-Kader berufen, so dass er sein Debüt als Profi feiern konnte. Danach wechselte er nach Finnland, wo er eine erfolgreiche Saison mit Ässät Pori spielte, mit denen er in der Saison 2005/06 den Vizemeistertitel der SM-liiga gewann. Danach wechselte er zu den Hannover Scorpions, nach einer durchwachsenen Saison bei den Niedersachsen endete die Zusammenarbeit. In der Sommerpause 2007 unterschrieb Hisey einen neuen Vertrag, bei seinem Finnischen Ex Club Ässät Pori. Im November 2007 erhielt Rob Hisey einen Vertrag bei den Graz 99ers in der ersten österreichischen Liga, wo er bis zum 1. November 2008 spielte. Innerhalb der Saison 2008/09 wechselte Hisey wieder nach Hannover, diesmal allerdings zu den Hannover Indians.

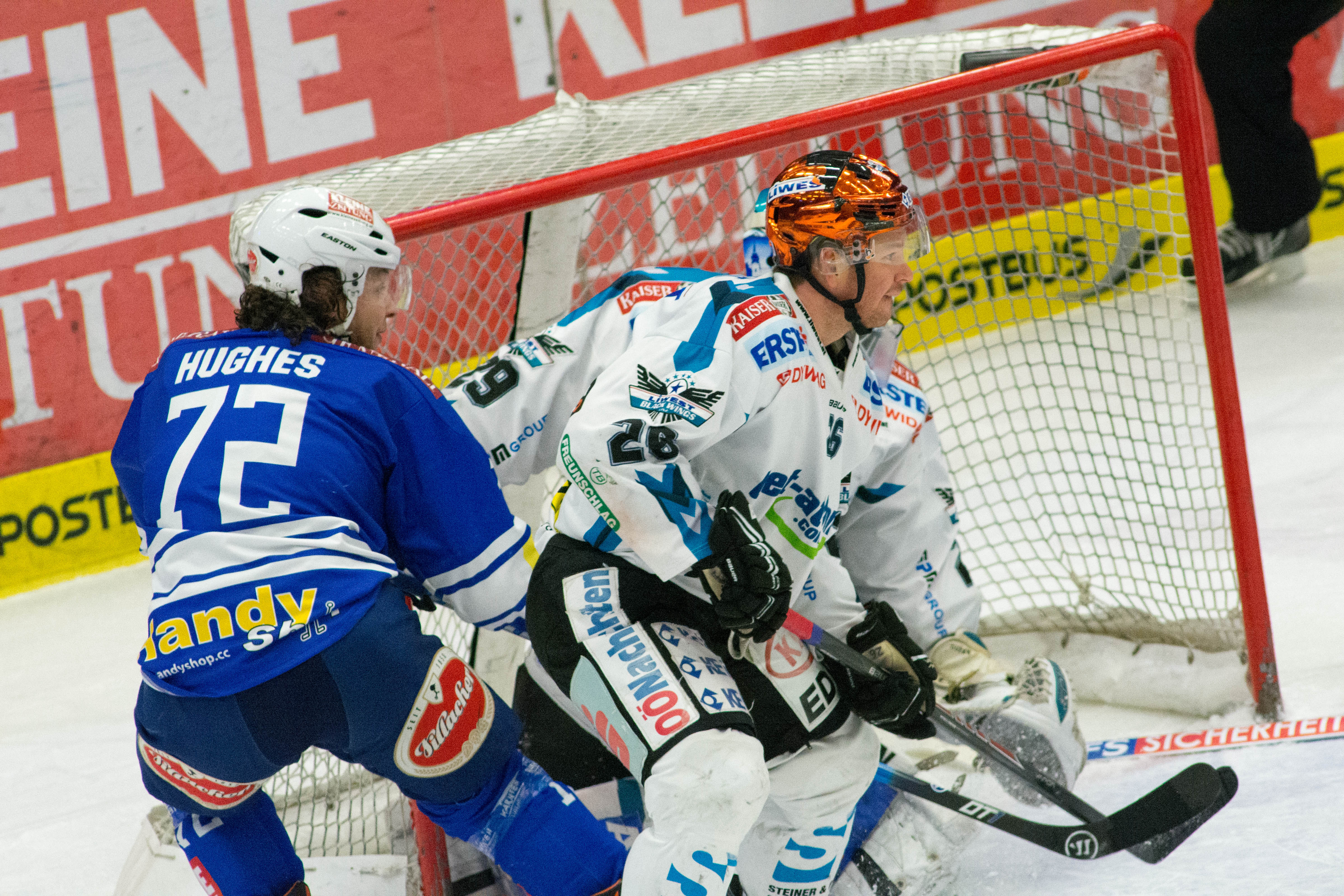
Rob Hisey (re.) im Trikot des EHC Linz

Der Kanadier verbrachte die Saison 2009/10 bei den Tulsa Oilers, mit denen er in der Central Hockey League aktiv war, und ging im Verlauf der Spielzeit zu den Springfield Falcons. Bis zum Saisonende absolvierte der Angreifer 37 Partien für die Falcons in der American Hockey League und erzielte dabei 25 Punkte.
Im August 2010 unterzeichnete Hisey einen auf ein Jahr befristeten Vertrag bei den New York Islanders. Er wurde allerdings im Farmteam bei den Bridgeport Sound Tigers eingesetzt. Im April 2011 unterzeichnete er einen Vertrag bei den Black Wings Linz und kehrte damit in die österreichische Erste Bank Eishockey Liga zurück. 2012 wurde er mit Linz österreichischer Meister.
Mitte Februar 2017 verließ er Linz in Richtung Deutsche Eishockey Liga und unterschrieb bei den Grizzlys Wolfsburg.

### Spielweise
Rob Hisey zeichnet sich durch seine sehr eleganten Tore aus. Beispielsweise ein Tor im Penalty-Shootout mit einer Drehung durch seine eigenen Beine, oder Tore mit aufgegabeltem Puck von hinter dem Tor.

## Erfolge und Auszeichnungen
- 2012 Österreichischer Meister mit dem EHC Linz